# Розсіяний диск
| Сонце Троянські астероїди Юпітера (6 178) Розсіяний диск (>300) | Планети-гіганти: J · S · U · N Кентаври (44 000) Пояс Койпера (>1 000) |

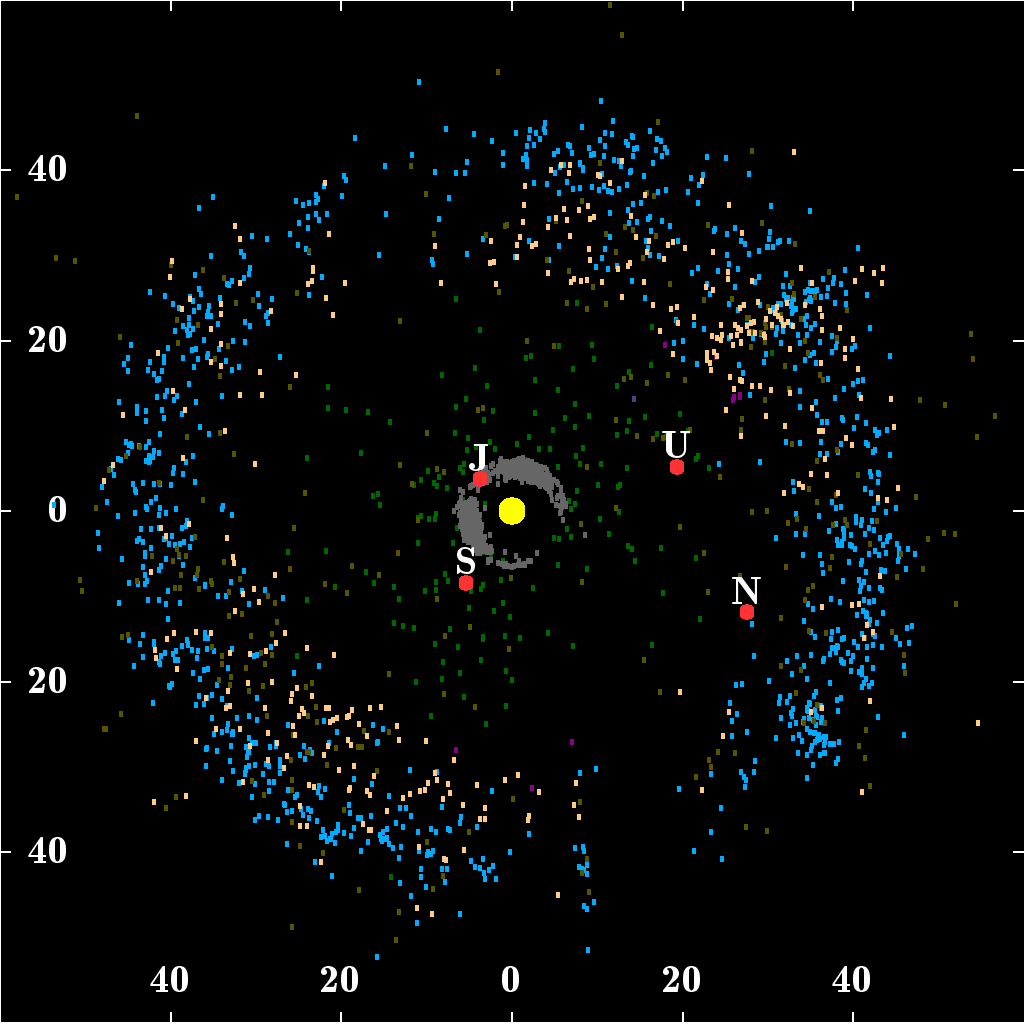
Розташування об'єктів Сонячної системи.
(Шкала в а. о.; епоха на січень 2015; в дужках кількість об'єктів)

Розсіяний диск і об'єкти поясу Койпера.

Розсі́яний диск (англ. scattered disk/disc, термін вжитий Ма́ртіном Да́нканом і Ге́ролдом Ле́вінсоном, 1997) — віддалений регіон нашої Сонячної системи, слабко заселений малими тілами, що складаються здебільшого з льоду. Такі тіла називають об'єктами розсіяного диска (SDO, scattered disk object), вони належать до родини транснептунових об'єктів (ТНО). Внутрішня область розсіяного диска перекривається з поясом Койпера, а його зовнішня межа простягається значно далі від Сонця й набагато вище і нижче екліптики, ніж це характерно для інших тіл Сонячної системи.

## Формування
Походження розсіяного диска залишається досі нез'ясованим, хоча серед астрономів переважає думка, що він сформувався, коли об'єкти поясу Койпера були «розпорошені» шляхом гравітаційної взаємодії із зовнішніми планетами, головним чином Нептуном, придбавши великі ексцентриситети й нахили орбіт. У той час як пояс Койпера — круглий і плоский «бублик», що розташовується на відстанях від 30 до 44 а. о. від Сонця зі своїми об'єктами, що перебувають на автономних колових орбітах (кьюбівано) або злегка еліптичних резонансних орбітах (2:3 — плутино, і 1:2), розсіяний диск порівняно з ним — набагато більш непостійне середовище. Об'єкти розсіяного диска часто можуть, як у випадку з Еридою, подорожувати «по вертикалі» майже на такі ж відстані, як і «по горизонталі». Моделювання показує, що орбіти об'єктів розсіяного диска можуть бути блукаючими й нестабільними, що подальша доля цих об'єктів — постійно викидатися з середини Сонячної системи в хмару Оорта або ще далі.
У межах розсіяного диска сформувались відокремлені транснептунові об'єкти, що мають орбіти, які не могли утворитися через вплив Нептуна. Натомість пропонується велика кількість пояснень, включаючи близький прохід іншої зірки, або віддаленого об'єкта розміру планети.

## Орбіти
Зазвичай розсіяні об'єкти характеризуються орбітами із середнім і високим ексцентриситетом, але їх перигелій становить не менше 35 а. о., не відчуваючи прямого впливу Нептуна (червоні відрізки). Плутино (сірі відрізки для Плутона і Орка), так само як резонансні об'єкти з резонансом 2:5 (зелені), можуть проходити ближче до Нептуна, оскільки їх орбіти захищені резонансом. Умова перигелій > 35 а. о. — одна з визначальних характеристик об'єктів розсіяного диска. У розсіяному диску екстремальний ексцентриситет і великий нахил орбіти є нормою, а колові орбіти - навпаки, винятком. 

Об'єкти розсіяного диска в порівнянні з класичними об'єктами.

 Резонансні об'єкти (показані зеленим) не вважаються членами розсіяного диска. Однак, менші резонанси теж заселені і комп'ютерне моделювання показує, що багато об'єктів можуть бути насправді в слабкому резонансі з великим порядком (6:11, 4:9, 3:7, 5:12, 3:8, 2:7, 1:4).

### Графіки орбіт

Проєкції орбіт.

Графіки в більш традиційному вигляді представляють види з полюса і екліптики (спрямлених) орбіт об'єктів розсіяного диска (чорні) на тлі кьюбівано (сині) і резонансних (2:5) об'єктів (зелені). Як ще не класифіковані, об'єкти в діапазоні 50-100 а. о. намальовані сірим.

## Питання існування розширеного розсіяного диска

Розподіл розсіяних і відокремлених об'єктів. Розташування на діаграмі представляє велику піввісь орбіти (середня відстань до Сонця), а не поточний стан об'єкта. Седна зараз насправді ближче, ніж Ерида.

Відкриті об'єкти (148209) 2000 CR 105 і 2004 VN112 з перигелієм, занадто далеким від Нептуна, щоб він міг здійснювати на них вплив, привели до дискусії серед астрономів про нову підмножину малих планет, названу «Розширений розсіяний диск» (англ. extended scattered disc, E-SDO). Згодом ці об'єкти стали називати відокремленими об'єктами (англ. detached objects або distant detached objects, DDO). Класифікація, запропонована командою Deep Ecliptic Survey, вносить формальне розмежування між ближніми розсіяними об'єктами (які були розсіяні шляхом взаємодії з Нептуном) і розширеними розсіяними об'єктами (таких, як Седна), використовуючи значення критерію Тіссерана, рівного 3.